# Vieille église de Saint-Palais-sur-Mer
La vieille église de Saint-Palais-sur-Mer est le plus ancien monument de la ville de Saint-Palais-sur-Mer, une station balnéaire du département français de Charente-Maritime. Ayant assumé le rôle d'église paroissiale jusqu'à la fin du XIXe siècle, elle est ensuite laissée à l'abandon et remplacée par la nouvelle église Saint-Pallais. 
Une campagne de restauration la réhabilite dans les années 1990.
Certaines parties de l'édifice sont inscrites à l'inventaire supplémentaire des monuments historiques depuis 1973.
Cette ancienne église paroissiale date du XIIe siècle. Parfait exemple de l'architecture romane, cette église a particulièrement souffert des guerres de Religion, époque à laquelle elle est amputée de sa nef, des deux bras du transept et d'une partie de son clocher. 
Restaurée de manière hâtive peu après, elle est fermée au culte en 1793 et dévolue à l'administration des ponts et chaussées, qui fait remonter une partie du clocher afin de servir d'amer. Elle est rendue aux fidèles en 1853, restant l'église paroissiale de la ville jusqu'à l'édification de la nouvelle église. 
Longtemps laissée à l'abandon, elle a été restaurée entre 1994 et 1997. 
Son chevet hémicylindrique est orné de sculptures datant du XIIe siècle. Trois baies à embrasure profonde, encadrées par des colonnettes à chapiteaux nus assurent l'éclairage du sanctuaire. 
Du sommet du clocher, la vue porte sur l'agglomération royannaise, l'estuaire de la Gironde, les côtes du Médoc toutes proches, ainsi que sur le phare de Cordouan.

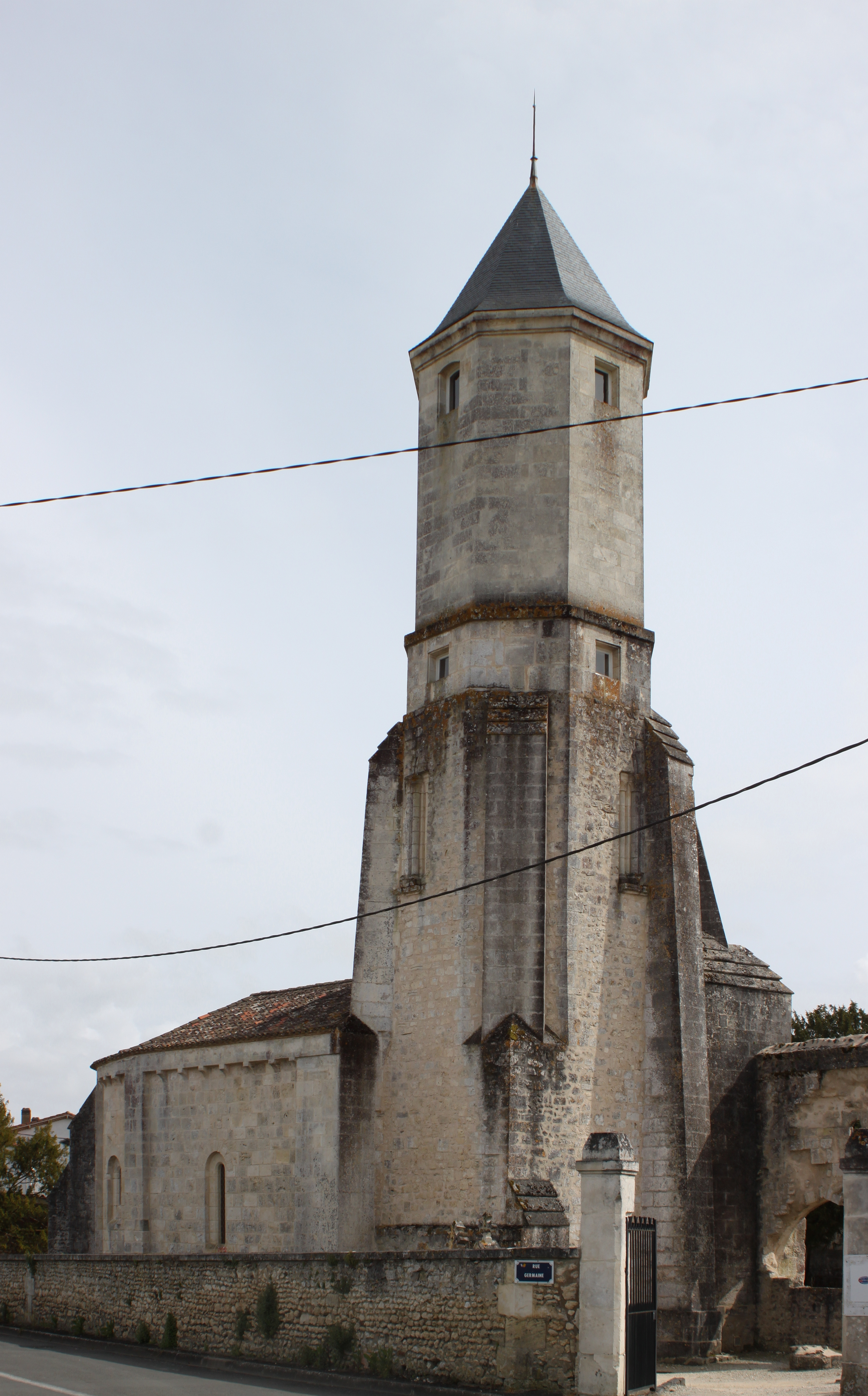
Saint-Pallais, vue nord-ouest.
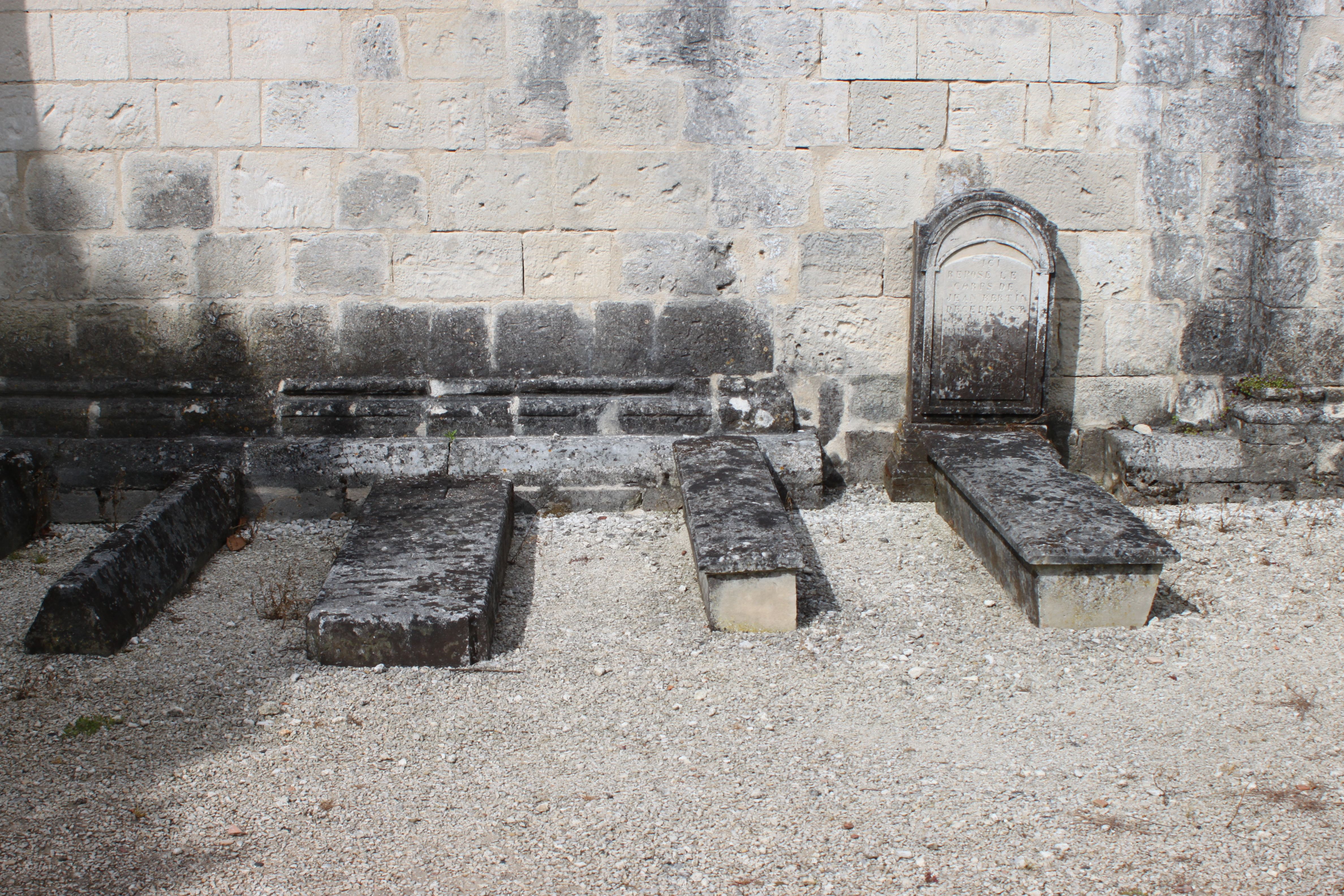
Vieilles tombes du cimetière.
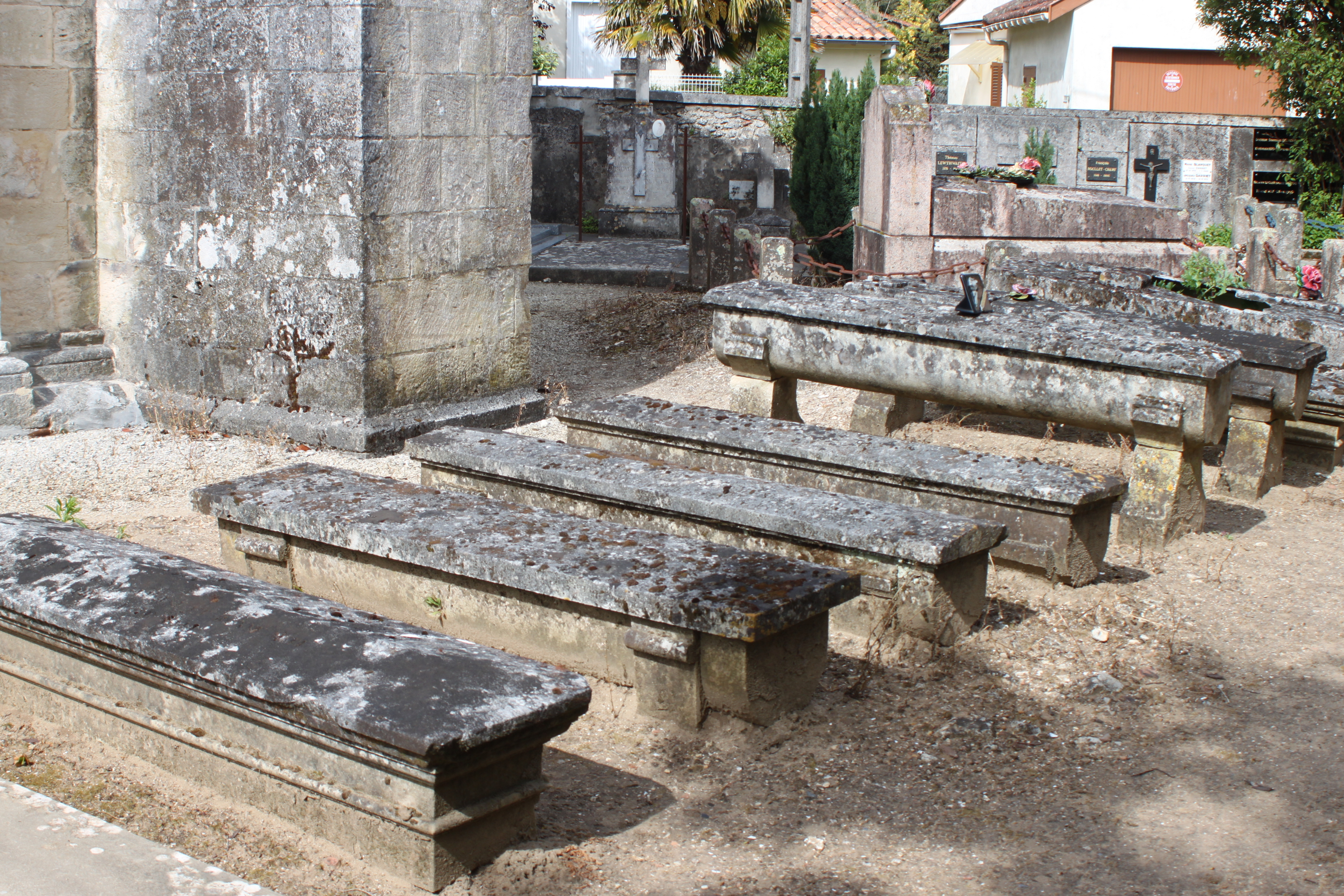
D'autres tombes.